# Serie de Laurent
En matemáticas, la serie de Laurent de una función compleja {\displaystyle f(z)} es la representación de la misma función en la forma de una serie de potencias, la cual también incluye términos de grado negativo. Esta serie se puede usar para expresar funciones complejas en casos donde una expansión de la serie de Taylor no es aplicable o no se puede acoplar. Las series de Laurent se pueden usar para expresar funciones holomorfas definidas en coronas, así como las series de potencias se pueden usar para expresar funciones holomorfas en discos. La serie de Laurent fue descubierta por Karl Weierstrass en el año de 1841, pero no lo publicó en ese entonces; paralelamente, el matemático francés Pierre Alphonse Laurent desarrolló las mismas, y fue quien la publicó por primera vez en el año 1843.

## Definición

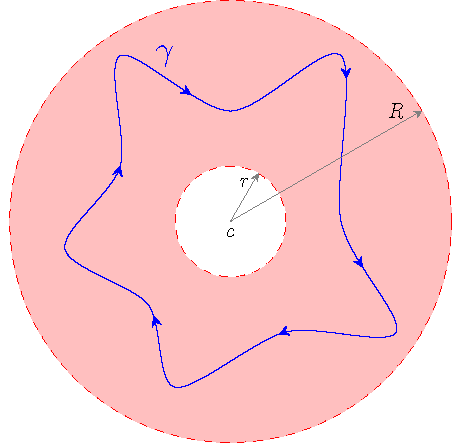
Una serie de Laurent se define con respecto a un punto particular y un camino de integración. El camino de integración debe poder permanecer dentro de una región abierta (corona), indicada en la figura con color, donde en dicha región es holomorfa (analítica).

Una serie de Laurent se define con respecto a un punto particular {\displaystyle c} y un camino de integración {\displaystyle \gamma } totalmente contenido en una corona abierta alrededor de {\displaystyle c} en la que {\displaystyle f(z)} sea una función holomorfa (a veces se usa como sinónimo el término función analítica, aunque no es estrictamente correcto, dado que una función analítica es técnicamente aquella que admite desarrollo en serie de potencias en cierto entorno de un punto; lo que ocurre es que en {\displaystyle \mathbb {C} } toda función holomorfa es también analítica).
Una serie de Laurent centrada alrededor de un punto {\displaystyle c} es una serie de la forma:
{\displaystyle \sum _{n=-\infty }^{\infty }a_{n}(z-c)^{n}}
donde  {\displaystyle a_{n},c,z\in \mathbb {C} }. 
Los coeficientes de una serie de Laurent en una función analítica se pueden encontrar por medio de la fórmula integral de Cauchy y están dados por: 
{\displaystyle a_{n}={\frac {1}{2\pi i}}\oint _{\gamma }{\frac {f(z)}{(z-c)^{n+1}}}{\text{d}}z}
para {\displaystyle n\in \mathbb {Z} }.
La sucesión de constantes están definidas por un camino de integración en la generalización de la fórmula integral de Cauchy.

## Convergencia
Supongamos que
{\displaystyle \sum _{n=-\infty }^{\infty }a_{n}(z-c)^{n}}
es una serie de Laurent con coeficientes an y un centro complejo c. Entonces existen un radio interior r y un radio exterior R únicos de tal forma que:
1. La serie de Laurent es convergente en la corona abierta {\displaystyle D=\{z\in \mathbb {C} :r<|z-c|<R\}}. Al decir que la serie de Laurent converge, se entiende que se dice que tanto la serie de potencias de grado positivo como la de potencias de grado negativo convergen. Además, esta convergencia es uniforme en subconjuntos compactos de la corona. Finalmente, esta convergencia define una función holomorfa {\displaystyle f(z)} en la corona abierta.
2. Fuera de la corona, la serie de Laurent es divergente. Esto es, en todo punto exterior a {\displaystyle D} o bien la serie de potencias positivas o bien la de negativas diverge.
3. En la frontera de la corona no se puede enunciar nada en general, salvo que existen al menos un punto en la frontera interior y otro en la frontera exterior para los cuales la función {\displaystyle f} no puede ser continuada holomórficamente.

Es posible que {\displaystyle r} sea 0 y que {\displaystyle R} sea infinito; en ese caso, la serie converge en todo {\displaystyle \mathbb {C} } salvo en {\displaystyle c}, donde no está bien definida. En el otro extremo, {\displaystyle r} no es necesariamente menor que {\displaystyle R}; en este caso, {\displaystyle D} es vacío, lo que significa que la serie no converge en ningún punto.
Los anteriores radios se pueden calcular como sigue (estas fórmulas dan su unicidad):
{\displaystyle r=\limsup _{n\rightarrow \infty }|a_{-n}|^{1/n}} y {\displaystyle R={\frac {1}{\limsup _{n\rightarrow \infty }|a_{n}|^{1/n}}}} ({\displaystyle R} se toma infinito si el límite superior es 0).
Acabamos de ver que a toda serie de Laurent se le puede vincular una función holomorfa (o, equivalentemente, analítica) de la forma:
{\displaystyle f(z):=\sum _{n=-\infty }^{\infty }a_{n}(z-c)^{n},}
cuyo dominio es el conjunto de puntos en {\displaystyle \mathbb {C} } sobre el cual es convergente (la corona más, posiblemente, algunos puntos de su frontera). 
Recíprocamente, si empezamos con la corona {\displaystyle D=\{z\in \mathbb {C} :r<|z-c|<R\}} y con una función {\displaystyle f} holomorfa en {\displaystyle D}, existe una única serie de Laurent en la corona que converge (por lo menos) en {\displaystyle D} que coincide con {\displaystyle f}. Sus coeficientes {\displaystyle a_{n}} quedan determinados, usando la fórmula integral de Cauchy, por las fórmulas 
{\displaystyle a_{n}={\frac {1}{2\pi i}}\oint _{\gamma }{\frac {f(z)}{(z-c)^{n+1}}}{\text{d}}z}.

## Singularidades
La serie de Laurent es muy importante en el análisis complejo, especialmente para investigar el comportamiento de funciones cerca de singularidades, pues permite saber qué tipos de singularidades tiene una función. Así, si expandimos una función en serie de Laurent, tomando como centro una singularidad y como radio interior cero, la cantidad de potencias negativas en la serie indicará qué tipo de singularidad es:
1. Si la serie no tiene potencias negativas, la singularidad es evitable (existe el límite de la función al acercarse a la singularidad, y es finito),
2. Si la serie tiene finitas potencias negativas, la singularidad es un polo (existe el límite de la función al acercarse a la singularidad, y es infinito),
3. Si la serie tiene infinitas potencias negativas, la singularidad es una singularidad esencial (si no es ni evitable ni un polo).